# شهرستان بجنورد
شهرستان بجنورد یکی از شهرستانهای استان خراسان شمالی است. مرکز این شهرستان شهر بجنورد است. اکثریت مردم این شهرستان را کرد های کرمانج تشکیل می‌دهند و بیشتر روستا های آن کرد نشین است. از دیگر اقوام این شهرستان می‌توان به ترک های خراسان،فارس ها تات ها و ترکمن ها اشاره کرد. دهستان گیفان در شهرستان بجنورد را تاتستان می‌نامند.
سهم حوزهٔ بجنورد از جابه‌جایی‌های قومی فراوانی که در ایران زمین رخ داده است، ورود ترک‌تباران گرایلی و کردنژادان شادلو بود که با بومیان اصیل آن دیار درآمیختند و بدین ترتیب سرزمینهای پیرامون شهرستان بجنورد، زیستگاه اقوام مختلفی گردید که هر کدام زبان و آیین و آدابِ قومی خود را به گونه‌ای مسالمت‌آمیز همچنان پاس می‌دارند. در این میان عمدهٔ ساکنان منطقه را طوایف کُرد شادلو تشکیل می‌دهند که در ۱۰۰۹ق/ ۱۶۰۰م به دستور شاه عباسی صفوی به این مناطق کوچ کردند.

## تقسیمات کشوری
- بخش مرکزی شهرستان بجنورد
  - دهستان آلاداغ
  - دهستان باباامان
  - دهستان بدرانلو

شهرها: بجنورد
- بخش گرمخان
  - دهستان گرمخان
  - دهستان گیفان

شهرها: حصار گرم‌خان
در سال ۱۳۹۲ بخش راز و جرگلان از شهرستان بجنورد جدا شد و به شهرستان راز و جرگلان ارتقا یافت.

## مناطق تفریحی و دیدنی
از مناطق دیدنی و تفریحی بجنورد می‌توان به گردشگاه باباامان مجموعه بش قارداش و روستای توریستی اسفیدان همچنین آبشار دیدنی روستای حمید و روستای روئین اشاره کرد.

## جستار وابسته
پارسی بجنوردی
باباامان
کردی کرمانجی